# Nemopterella arenaris
Nemopterella arenaris är en insektsart som beskrevs av Bo Tjeder 1967. Nemopterella arenaris ingår i släktet Nemopterella och familjen Nemopteridae. Inga underarter finns listade i Catalogue of Life.